# Sissel Castberg
Sissel Castberg. Foto: Løvetann 1988

Link zum Bild

Sissel Castberg (* 21. November 1927 in Vestre Aker (heute Oslo); † 23. März 1988 in Oslo) war eine norwegische Schriftstellerin, Journalistin und Aktivistin der Lesbenbewegung. Als Tochter des angesehenen Verfassungsrechtlers Frede Castberg entstammte sie einem gutbürgerlichen Elternhaus und einer berühmten norwegischen Familie. Nach einigen Jahren als Keramikerin und Kindergärtnerin arbeitete sie ab den 1950er Jahren als Journalistin für verschiedene Tageszeitungen. Sie verfasste u. a. Gedichte, Texte für Musikrevuen und für Kinderlieder sowie drei Hörspiele für den NRK. Sie lebte ihre Homosexualität offen, in einer Zeit, in der das noch nicht üblich war, und war Teil des Norske Forbundet. Auch publizistisch trat sie für die Rechte von homosexuellen Frauen und Männern ein, wie z. B. 1979 für Wenche Lowzow.

## Leben

### Familie
Sissel Castberg war die Tochter des Verfassungsjuristen Frede Castberg und seiner (zweiten) Ehefrau und Cousine Ella Trede Anker (1903–1974). Beide Elternteile stammten aus prominenten Familien: Fredes Vater Johan Castberg war Richter und radikaler Venstre-Politiker, mehrmals Minister und setzte 1915 die Gleichstellung unehelicher Kinder sowie die staatliche Bevorschussung der Alimente durch. Fredes Tante Hanna Castberg von der Lippe betätigte sich als Schriftstellerin und Frauenrechtlerin. Ella Anker war die Enkelin des Reformpädagogen Herman Anker, die Schwester des Bibliothekars Øyvind Anker und der Textilkünstlerin Synnøve Anker Aurdal und die Nichte der Frauenrechtlerin Katti Anker Møller und der Journalistin Ella Anker.

### Jugendjahre
Sissel hatte eine jüngere Schwester, die 1933 geborene Marianne. Die Geschwister wuchsen „in einem liberalen akademischen Elternhaus auf“, zunächst in Majorstuen, Trudvangveien 31, und seit etwa 1930 in einer eigenen Villa am Holmenkollveien 16 in Smestad. Während der deutschen Invasion in Norwegen im Frühjahr und Sommer 1940 zog die Familie vorübergehend nach Stockholm. Angesichts seiner Ende Januar 1944 drohenden Verhaftung durch die Nationalsozialisten floh Frede Castberg mit Ella am 1. Februar 1944 erneut nach Schweden. Die Töchter blieben für einige Wochen bei Verwandten in Norwegen, bevor sie ebenfalls heimlich die Grenze überschritten: Sissel am 25. Februar bzw. Marianne erst am 10. April. Bis zum Kriegsende lebte die Familie in Stockholm als Teil der norwegischen Diaspora.
Was Sissel Castberg in den ersten Nachkriegsjahren tat, ist nicht bekannt. Jedenfalls zog sie in den frühen 1950er Jahren nach Dänemark, wo sie eine Lehre als Töpferin abschloss. Zurück in Norwegen eröffnete sie eine eigene Werkstatt. In diesem Zusammenhang leitete sie auch einen Kindergarten. Die (literarische) Arbeit für Kinder war ihr auch in späteren Jahren noch wichtig, während sie als Keramikerin nicht mehr praktizierte. 

### Literarisches Werk
Denkmal für Johan Castberg von Arne Durban, das am 24. Juni 1967 im Park bei der Kirche von Gjøvik enthüllt wurde. Von links Else Castberg, Sigrun Castberg, Ella Castberg, Frede Castberg, Sissel Castberg.
Lizenz CC BY-NC 4.0

Link zum Bild

Ab Mitte der 1950er Jahre ist Sissel Castberg in den Osloer Adressbüchern als Journalistin verzeichnet. „Ihr fehlte die Konzentration – und die Disziplin –, die man braucht, um sie im Rückblick in den Bücherregalen zu finden. Aber fast vierzig Jahre lang streute sie Verse und Petitessen, Interviews, Anekdoten und Kommentarzeilen über fast die gesamte Presse- und Zeitschriftenwelt und den NRK. […] Es konnte etwas über ein Kindergesicht sein, eine Blume, die sich von einem Tag auf den anderen geöffnet hatte, ein Lied über einen entlaufenen Hund oder eine treffende und oft urkomische Zeile an einen der Mächtigen in der Gesellschaft.“ (Bengt Calmeyer) „Neben den eher heiteren Texten gibt es auch Spuren einer ernsthaften und belesenen Schriftstellerin mit literarischen Ambitionen.“ (Runar Jordåen)
1957 verfasste Sissel, zusammen mit Kurt Valner, die Texte für die Musikrevue Røde engler (Rote Engel). Damit begann ihre lange Karriere als Revueautorin, die sie zum großen Teil an der Seite des Jazzpianisten Kåre Grøttum verbrachte, der ihre Texte vertonte. 1970 erzählten Grøttum und Castberg in einem Interview, dass sie gemeinsam an etwa 20 Revuen mitgewirkt hätten.
Am bekanntesten wurde Sisel Castberg als Autorin von Versen und Liedern für Kinder. Schon 1956 wurden im NRK ihre Märchen Die schwarze Katze, mit der niemand spielen wollte und Als Snurrepipp Flügel wollte gesendet. Ab 1967 verfasste sie Liedtexte für Kinder, die von Grøttum vertont wurden. Das erfolgreichste gemeinsame Lied war Tannpussevise (Zahnbürstenweise): „Det blir ikke hull i en tann som er ren …“ (Ein sauberer Zahn bekommt keine Karies). Es erhielt 1976 für 25.000 verkaufte Exemplare eine silberne Schallplatte. In dem erwähnten Interview erklärten Kåre und Sissel, dass „das Schreiben für Kinder mindestens genauso schwierig ist – und sein sollte – wie das Schreiben für Erwachsene“. Sie hüteten sich davor, zu moralisieren oder die Kinder zu unterschätzen. Auch Musik bzw. Text zu Teodor, dem Teddybär, der 1974–1996 die Hauptfigur in der gleichnamigen Fernsehserie für Kinder war, stammen von den beiden.
Mitte der 1960er Jahre wurden drei Hörspiele Sissel Castbergs vom NRK ausgestrahlt, die das Thema Ehe und Sexualität thematisierten. „Die müde oder stagnierende Ehe ist ein Thema der späten Sechzigerjahre. In Bryllupsdagen (1966; Der Hochzeitstag) zeigt Sissel Castberg, wie sich die Gefühle in der oberflächlichen Eheidylle verselbständigen können.“
Sissel hat das Libretto der Operette Der Vetter aus Dingsda (Eduard Künneke) übersetzt, für eine Aufführung 1968 im Sommertheater im Frognerpark. Und auch ein ersthaftes Buch, Kom skal vi leke. (Original: What to do when „there's nothing to do“, ein Handbuch der Kinderspiele).

### Gelebte Homosexualität
Sissel Castberg hatte seit Anfang der 1950er Jahre enge Kontakte zu Mitgliedern des Norske Forbundet av 1948. Laut Rolf Løvaas, dem ersten Vorsitzenden der auch DNF-48 genannten Organisation, hatte Sissel keine offiziellen Positionen im Forbundet inne. „Aber sie verstand, was auf dem Spiel stand. In einer Zeit, in der der Forbundet neu und verletzlich war und die meisten Schwulen die Organisierung für lächerlich (oder gefährlich) hielten, verfolgte Sissel die Entwicklungen stets mit großem Interesse und war mehr als bereit zu helfen. Sie hat uns ermutigt.“
Zu dieser Zeit wohnte sie St. Olavsgate 31, nicht weit vom Schloss und Holbergs plass, und laut Adressbüchern von 1956/57 bzw. 1960 war in derselben Wohnung eine Mitbewohnerin gemeldet, deren Namen in den Quellen angeführt wird. Weder Sissel noch die Mitbewohnerin haben sich je ausdrücklich zu ihrer Beziehung bekannt. Spätestens 1965, als Sissel bereits auf Brinken 19b in Kampen wohnte, war die Beziehung beendet.
In den 1950er Jahren gab es in der norwegischen Öffentlichkeit keine offen homosexuellen Menschen, wie wir sie heute kennen. Selbst für Sissels Umfeld, die hauptstädtischen Intellektuellen und Künstler, war ihre unbefangene Homophilie ungewöhnlich. Sie hatte auch zu queeren Frauen außerhalb des DNF-48 Kontakt, darunter Alfhild Hovdan, Leiterin der Tourismusbehörde in Oslo.
Rolf Løvaas bezeugt auch Sissels enge Kontakte zu schwulen Männern: „Heute sind wir ältere Herren und erinnern uns an die vielen netten Zusammenkünfte, bei denen Sissel im Mittelpunkt stand.“ Und er schildet, dass Sissels Familie ihre Orientierung und ihre Freunde akzeptierte: „‚An Heiligabend kann man nicht allein sitzen‘, sagte sie einmal und lud mich zu einer Weihnachtsfeier bei der Familie Castberg in Smestad ein. Warme, freundliche Menschen. Eine Umgebung, die ihr Sicherheit und Kraft gab.“

### Verteidigte Homosexualität
Im Januar 1964 löste ein Artikel über Homosexualität des Psychiaters Jan Greve im Dagbladet eine rege Debatte aus. Greve behauptete, Homosexuelle hätten das Gefühl, dass ihnen etwas fehle, was andere Männer hätten, und begründete diese Feststellung mit seinen Erfahrungen mit seinen Patienten. Finn Grodal (ein Pseudonym für Øivind Eckhoff), der 1957 das erste und einzige Fachbuch über Homosexualität in der norwegischen Gesellschaft verfasst hatte, widersprach, und warf Greve selbstgefällige Ignoranz vor. 
Sissel Castberg sprang Finn Grodahl bei, indem sie erklärte, dass an den Homosexuellen nichts fehlen würde, sondern die Art und Weise, wie sie von der Gesellschaft behandelt würden, falsch wäre. In der Debatte schrieb sie über die Homosexuellen, bekannte sich aber nicht selbst zu ihrer Sexualität. Risikolos war ihr Debattenbeitrag aber nicht, „schließlich lebte sie ein relativ offenes Leben und es gab wahrscheinlich viele Leser, die zwei und zwei zusammenzählen konnten.“
1979 erregte Sissel Castbergs Eintreten für Wenche Lowzow Aufsehen. Die Storting-Abgeordnete und ihre Lebensgefährtin Kim Friele bekannten sich als schwul, was vor allem in Lowzows Partei, der konservativen Høyre, für „viel Unmut sorgte.“ Sissel verfasste als Huldigung an Wenche Lowzow das Lied Annleis?, das als Bestandteil der Revue L/L Wang & Nilsen mit Sølvi Wang und Rolf Just Nilsen am 24. November 1979 im Norske Teatret (Das Norwegische Theater) uraufgeführt wurde. Das Lied beginnt mit:

«Så – hatten av for Høgres Wenche Lowzow! / OG hennar kjæreste Kim Friele med.»

„Also – Hut ab vor Høgres Wenche Lowzow! / UND vor ihrer Freundin Kim Friele auch.“

In einem gleichzeitigen Interview machte Sissel Castberg erstmals unmissverständlich klar, dass sie selbst lesbisch sei.

### Letzte Jahre

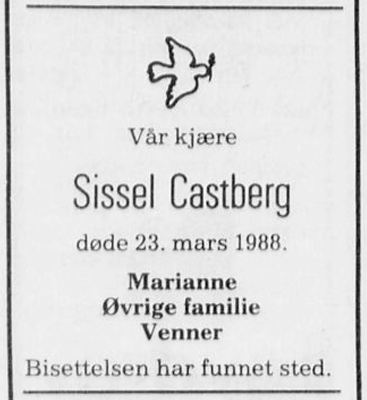
Todesanzeige von Sissel Castberg, mit Friedenstaube (Arbeiderbladet, 19. April 1988)

Während sie bisher vor allem im Dagbladet veröffentlicht hatte, schrieb Sissel ab 1979 regelmäßig Beiträge für das Arbeiderbladet und veröffentlichte in der Zeitschrift Løvetann, dem Organ der LGBT-Aktivisten, und zwar meistens Gedichte, aber auch einen Prolog zum 26. Juni 1982, dem Internationalen Kampftag der Homophilen. Sie schrieb Texte für Det Åpne Teater, einem 1983 gegründeten Werkstatttheater für norwegische Dramatiker.
Während des Alta-Konflikts um den Ausbau der Wasserkraft im Siedlungsgebiet der Samen unterschrieb sie eine große Petition für den Schutz der Umwelt. Sie interessierte sich für Friedenspolitik und trat 1987 öffentlich für Henki Hauge Karlsen ein, der wegen seiner HIV-Infektion von seinem Arbeitgeber entlassen worden war.
Im letzten halben Jahr ihres Lebens zog sich Sissel Castberg aus ihrem Vita activa „immer resignierter in ihren Stuhl zurück und wünschte sich Ruhe und Abstand.“ (Bengt Calmeyer)
Teijo Grönstrand, ihr junger Schützling, sprach Sissel posthum darauf an: „Ich glaube, deine Gefühle brannten zu hell und zu schnell für andere. Für dich selbst blieb da nicht viel übrig. Deshalb denke ich, dass du dich – ohne es zu wollen – abgeschottet hast, um deine eigenen Gefühle und Gedanken über und für dich zu finden. Es wurde dir zu viel.“
„Sie wollte nicht alt und gebrechlich werden. Sie hat dem selbst ein Ende gesetzt. Sissel Castberg wurde 60 Jahre alt.“ (Rolf Løvaas)
Erst vier Wochen nach ihrem Tod (und einige Tage nach dem ersten Nachruf) erschien im Arbeiderbladet die von Marianne Castberg aufgegebene Todesanzeige. Sie wird anstelle des üblichen Kreuzes durch eine Friedenstaube geschmückt.

## Werke (Schmale Auswahl)

### Kinderlieder
Texte von Sissel Castberg, Musik von Kåre Grøttum. (Quelle: )
- Postmannen (Der Briefträger) (1967)
- Tannpussevisa (Zahnbürstenweise) (1969)
- Spill Selv (Spiel dich selbst) (1969)
- Naturvernvisa (Naturschutzweise) (1970)
- Visa Om Sansene (Lied über die Sinne) (1970)
- Akevisa (1970)
- Du har to øyne (Du hast zwei Augen)[11]
- Sansene våre (Unsere Sinne)[11]
- Musik für NRK-Serie Teodor (1974–1996)[9]

### Hörspiele
(Quelle: )
- Bryllupsdagen. (Der Hochzeitstag.) (1965, gesendet im NRK am 9. Januar 1966)
- Du skjønner da det, ikke sant? (Das ist dir doch klar, oder?) (1968, gesendet im NRK am 2. Dezember 1968)
- Bli forsørja og ha det godt. (Unterstützt werden und sich wohlfühlen.) (1969, gesendet im NRK am 13. Juli 1969)

### Sommertheater im Frognerpark
(Quelle: )
- Textbeiträge: Ut i parken opp i trærne. (Draußen im Park, oben in den Bäumen.) Musikrevue. Uraufführung am 18. Juni 1966.
- Übersetzung: Fetteren fra Batavia. (Der Cousin aus Batavia.) Operette. Original: Der Vetter aus Dingsda (Eduard Künneke, Libretto von Herman Haller und Fritz Oliven.) Uraufführung am 22. Juni 1968.

### Übersetzung
- Elizabeth M. Gregg (Red.), The Boston children's medical center (Hrsg.): Kom skal vi leke. (Lasst uns spielen.) Cappelen, Oslo 1970. ISBN 8202068746 (Original: What to do when „there's nothing to do“).[11]